# 齋藤圭祐
齋藤 圭祐（さいとう けいすけ、1990年9月24日 - ）は、千葉県夷隅郡大原町（現：いすみ市）出身の元プロ野球選手（投手）。

## 来歴

### プロ入り前
いすみ市立浪花小学校2年の時から地元の子供会でソフトボールを始め、小学5年の時に地元のソフトボールクラブ・大原マリーンズに入団。大原中では軟式野球部に入部し、3年時に千葉県ベスト8入り。
千葉経大附高に進学後は、2年春に一塁手兼投手として第79回選抜高等学校野球大会に出場。エースとなった3年時は春夏連続で甲子園に出場し、春の第80回選抜高等学校野球大会ではベスト4進出、夏の第90回全国高等学校野球選手権記念大会では浦添商業高に9-12で2回戦敗退。甲子園後は高校日本選抜の一員としてブラジル遠征に参加した。夏の県大会から4番を打つようになった（敗れた浦添商高戦ではホームランも放った）。また、一学年上に丸佳浩がいた。
2008年10月30日、プロ野球ドラフト会議で読売ジャイアンツから3位指名を受け、同年11月18日に契約金5000万、年俸500万（金額は推定）で仮契約を結んだ。

### 巨人時代
2009年は右肩を脱臼してしまいシーズンを棒に振ってしまう。
2010年は、8月9日に東京ドームで行われた試合に登板し今季ファーム初勝利を挙げた。8月25日には、チーム初完封勝利を挙げた。イースタンリーグで10試合に登板し、3勝1敗、防御率3.74、完投勝利1回（1完封）の成績を残す。
2011年は6月に右肩関節唇を損傷する。この怪我は選手生命に影響のある程の怪我であった。11月16日、自由契約となるが、11月25日に育成契約を結んだ。
2012年は前年の怪我のリハビリに励むも、10月31日、戦力外通告を受け退団。その後、12球団合同トライアウトに参加するも獲得球団は現れなかった。しかし、現役続行を希望した。

### 巨人退団後
2013年、もう一度プロを目指すためアメリカ合衆国でトレーニングを積み、6月にカナダの独立リーグであるインターカウンティー・ベースボールリーグのキッチナー・パンサーズに入団することが決定した。同年12月に帰国。
2014年1月より、巨人時代にチームメイトであった川口寛人の紹介でゴールドジムでインストラクターを務めた。またプロ野球復帰を目指し、同社の社会人野球・クラブチームのTHINKフィットネス・GOLD'S GYMベースボールクラブにも所属していたが、右肩の故障が癒えずに6月に退社し、11月に手術を受けるも現役復帰を断念した。そして、11月からアルバイトで働いていた建設会社の正社員となる一方、同社の経営者がOBという縁で千葉県立長生高等学校の野球部のコーチに就任した。2018年に漁師を志し会社を退職、故郷のいすみ市で3年間の見習いを経て自ら漁船を操縦しイセエビ漁などに従事している。

## 詳細情報

### 年度別投手成績
- 一軍公式戦出場なし

### 背番号
- 67 （2009年 - 2011年）
- 014 （2012年）
- 3 （2013年）
- 47 （2014年）